# Rafael de Ysasi Ransome
Rafael de Ysasi Ransome (Londres, 27 de diciembre de 1862 - Palma de Mallorca, 10 de enero de 1948) Militar, arqueólogo y escritor. Hijo de Victoriano de Ysasi Jaúregui, natural de Málaga y de Clara Ransome Spicer, natural de King's Lynn. Su padre con 16 años le envía a la Academia de Artillería de Segovia donde, finalizada su educación, queda en calidad de profesor de Inglés. Va como soldado voluntario a la guerra de Cuba y en Marruecos desempeña el cargo de Gobernador militar de la plaza ceutí. En 1898 se casa en Palma con Catalina González Salvá y se instala en dicha ciudad. Allí alterna sus actividades militares con el arte y la arqueología, que acrecentará a su jubilación como Coronel de Artillería en 1927. Fue fundador del Patronato Obrero, del Correo de Mallorca, de la Liga del Bon Mot y de La Gota de Leche.
Fue nombrado Caballero de primera clase de la Orden del Mérito Militar(1898), Académico de Bellas Artes de San Fernando (1923), concejal del Ayuntamiento de Palma (1924), Director del Museo de la Sociedad Arqueológica Luliana, Conservador de la Comisión Provincial de Monumentos Históricos y Artísticos de Baleares (1930), Comisario Provincial de Excavaciones (1941-1948),  Académico de Número de la Academia Provincial de Bellas Artes de Palma de Mallorca (1944) y Presidente del Tribunal de Menores. Por todos sus trabajos arqueológicos se le concedió el ingreso en la Orden de Alfonso X el Sabio (1942). Como arqueólogo destacan sus trabajos junto a Gabriel Llabrés y Quintana y, posteriormente con Juan Llabrés, en las excavaciones arqueológicas de Pollentia, desde 1923, así como el amplio material que recogió en diferentes libros manuscritos muy ilustrados con sus propios dibujos, algunos de los cuales se conservan en el Museo de Mallorca. Dicha institución,  tras la entrega del  fondo documental por parte de la familia Ysasi para su conservación, estudio y exposición, junto a la Facultad de Filosofía y Letras, Universidad de Barcelona, Sección Palma de Mallorca, el Estudio General Luliano y la Biblioteca Pública le dedicaron una exposición-homenaje en el Estudio General Luliano del 19 de mayo al 5 de junio de 1971.

## Obra manuscrita e ilustrada
- La Seu de Mallorca. (Inédito. Familia Ysasi)
- Claustro de San Francisco. (Inédito)
- Palma de Antaño.[1]
- Oratorios primitivos de Mallorca. (Inédito. MdM)
- Estampas de la Virgen (sacadas de retablos). (Inédito. MdM)
- Iconografía Mariana de Mallorca  (2 vol). (Inédito. Vol 1 MdM; Vol 2 Familia Ysasi)
- Iglesias y conventos (datos). (Inédito. MdM)
- Heráldica(2 vol). (Inédito)
- Iniciales de viejos libros de coro y filigranas de antiguos papeles. (Inédito)
- Numismática. (Inédito)
- Catálogo del Museo Arqueológico Diocesano.(2 vol).(Rafael de Ysasi, Museo Arqueológico Diocesano, Edición facsímil con introducción y transcripción Edita: Museu de Mallorca, Consellería de Cultura, Participació i Esports amb la col·laboració de l'Associació d'Amics del Museu de Mallorca, 2018. ISBN: 8415029756, 9788415029755. MdM)
- Mallorca Romana y excavaciones Pollentia (1923-1925-1927-1930-1931). (Inédito. MdM)
- Excavaciones de Pollentia (1930-1931-1933-1934-1935-1942). (Inédito. MdM)
- Excavaciones de Pollentia (1933-1934-1935). (Inédito. MdM)
- Lucernas romanas. (Edición facsímil: http://www.caib.es/pidip/annexes/2016/12/23/2110520.pdf Archivado el 2 de febrero de 2017 en Wayback Machine. . MdM)
- España romana. (Inédito. MdM)
- España y Mallorca en la historia de Roma.(Inédito. MdM)
- Numismática romana. (Inédito. MdM)
- Reliquias y Relicarios: La Isla encantada. (Inédito)
- Tesoros de la iglesia de Mallorca. (Inédito)
- Santos Cristos, cruces y crucifijos. (Inédito. MdM)
- Cerámica (1930-38). (Inédito)
- Ejercicios de tiro I. Vistas panorámicas. (Inédito. MdM)*
- Ejercicios de tiro II. Vistas panorámicas. (Inédito. MdM)*
- Ejercicios de tiro III. Vistas panorámicas. (Inédito. MdM)*
- Alrededores de Palma y otras vistas panorámicas. (Inédito. MdM)
- Curso de tiro Pinto.Pamplona. (Inédito. MdM)
- Estampas de Soria. (Inédito. MdM)

*En el catálogo de la exposición  L'evolució del paisatge a Mallorca. Rere la mirada de Rafael de Ysasi Ransome, realizada en el Museo de Mallorca con motivo del Día Internacional del Museo de 2016 y cuya temática es "Museos y paisaje", se recogen un conjunto de imágenes de dichas vistas panorámicas. 

### Artículos y memorias de excavaciones
- Un curioso [de Ysasi Ransome, Rafael]:"San Abdón y San Senén. Tablas de últimos del siglo XV" Correo de Mallorca. Palma, 17 de julio de 1934.
- Un curioso [de Ysasi Ransome, Rafael]:"Santa Magdalena del Puig d'Inca" Correo de Mallorca. Palma, 28 de septiembre de 1934.
- Un curioso [de Ysasi Ransome, Rafael]: "Una interesante vasija agarena" Correo de Mallorca. Palma, 22 de mayo de 1936.
- Llabrés Bernal, Juan. Excavaciones en los terrenos donde estuvo enclavada la ciudad romana de Pollentia : Baleares, Isla de Mallorca, término municipal de Alcudia : memoria de los trabajos practicados en 1930-1931 / redactada por Juan Llabrés Bernal y Rafael Isasi Ransome. Madrid : Junta Superior del Tesoro Artístico, 1934.

- Datos: Q17478335

1. ↑  De Ysasi Ransome, R. Palma de antaño: . Precedido de "Rafael de Ysasi y la Arqueología de Mallorca" por G. Rosselló Bordoy. Palma de Mallorca: Olañeta Editor, 1998.